# Ессеи
Ессе́и, или осси́ны (ивр. אִסִּיִים, Isiyim; греч. Εσσηνοι, Εσσαίοι, Ὀσσαιοι, Ὀσσηνοί, или кумраниты) — одна из иудейских сект, возникшая в начале первой четверти II в. до н. э.
Ессеи называли себя нищими, сынами света, а также простецами и немудреными — в противоположность таннаям, которые толковали законы.
Первоначальные сведения о ессеях находятся у Филона Иудейского, Иосифа Флавия и Плиния Старшего. Во времена первых двух названных историков их было около 4000. Рассеянные в Иудее, они жили сначала в городах и деревнях, под именем ассидеев, и, как думают новейшие учёные, составляли ту национальную партию в еврействе, которая боролась с другой, более могущественной партией — эллинистов. Затем, по Филону, почувствовав отвращение к испорченным нравам городов, а по мнению новейших исследователей, потеряв надежду на успех в борьбе за национальные начала еврейской жизни, ессеи удалились на северо-запад от Мёртвого моря и, составив там обособленные колонии, избегали встречи с остальными соплеменниками даже в Иерусалимском храме, образовали из себя строго замкнутый орден, жили безбрачно, но принимали и воспитывали в своих понятиях чужих детей; принимали в своё сообщество и других — после трёхлетнего испытания.

## Мировоззрение
Ессееи твердо верят, что, хотя тело тленно и материя не вечна, но душа всегда остается бессмертной; что, происходя из тончайшего эфира и вовлеченная какой-то природной пленительной силой в тело, душа находится в нём как бы в заключении, но, как только телесные узы спадают, она, как бы освобожденная от долгого рабства, весело уносится в вышину.
Они думают, что добрые, в надежде на славную посмертную жизнь, сделаются ещё лучшими; а злые будут стараться обуздать себя из страха перед тем, что если даже их грехи останутся скрытыми при жизни, то, после ухода в другой мир, они должны будут терпеть вечные муки.
Ессеи верили в предопределение судьбы (Флавий. Иудейские древности XIII 5:9), но в эту доктрину вплетались тенденции о свободе воли у человека.

## Как жили ессеи (как они устроили свое сообщество)
Ессеи жили обособленно — в селениях или в пустынях. Обвиняя ортодоксальные секты в апостасии (отступление от Бога), они продолжали исповедовать иудейскую религию, но — по-своему, отлично от других школ.
Рождённые иудеями, они ещё больше, чем другие, связаны между собой любовью; чувственных наслаждений они избегают как греха и почитают величайшей добродетелью умеренность и победу над страстями.
Иосиф пишет о них: «Имущество у них общее, и богач пользуется у них не бо́льшим, чем ничего не имеющий бедняк […]. Живя сами по себе, они услуживают друг другу. Для заведования доходами и произведениями почвы они с помощью голосования избирают наиболее достойных лиц из священнического сословия; последние и должны заботиться о доставлении хлеба и прочих съестных припасов». «Те, кто получают плату, отдают её одному казначею, избранному поднятием рук, — уточняет Филон Александрийский. — Казначей же, взяв деньги, сразу же покупает съестные припасы и дает изобильную пищу и все другое, необходимое для существования человека».
Несмотря на иерархию, коммунизм был доведен в общине до крайности. Так, Иосиф Флавий сообщает: «Они презирают богатство, и достойна удивления у них общность имущества, ибо среди них нет ни одного, который был бы богаче другого. По существующему у них правилу, всякий, присоединяющийся к секте, должен уступить свое состояние общине; а потому у них нигде нельзя видеть ни крайней нужды, ни блестящего богатства — все как братья владеют одним общим состоянием, образующимся от соединения в одно целое отдельных имуществ каждого из них. Употребление масла они считают недостойным, и если кто из них помимо своей воли бывает помазан, то он утирает свое тело, потому что в жесткой коже они усматривают честь, точно так же и в постоянном ношении белой одежды. Они выбирают лиц для заведования делами общины, и каждый без различия обязан посвятить себя служению всех».
«Все действия совершаются ими не иначе как по указаниям лиц, стоящих во главе их; только в двух случаях они пользуются полной свободой: в оказании помощи и в делах милосердия. Каждому предоставляется помогать людям, заслуживающим помощи, во всех их нуждах и раздавать хлеб неимущим. Но родственникам ничто не может быть подарено без разрешения предстоятелей […]. Всякое произнесенное ими слово имеет больше веса, чем клятва, которая ими вовсе не употребляется, так как само произнесение её они порицают больше, чем её нарушение. Они считают потерянным человека того, которому верят только тогда, когда он призывает имя Бога [ср. Мф 5:34-37]. Преимущественно они посвящают себя изучению древней письменности, изучая главным образом то, что целебно для тела и души; по тем же источникам они знакомятся с кореньями, годными для исцеления недугов, и изучают свойства минералов».
Кроме того, как гласит Дамасский документ (CD), две рукописи которого (CD-A и CD-B) обнаружены в Каирской генизе, некоторые секты ессейского толка имели и рабов: «Пусть никто не принуждает раба своего, и рабыню свою, и наемника своего работать в Шаббат» (CD-B.XI.12).

## Отношение к браку
«Супружество они презирают, зато они принимают к себе чужих детей в нежном возрасте, когда они еще восприимчивы к учению, обходятся с ними, как со своими собственными, и внушают им свои нравы. Этим, впрочем, они отнюдь не хотят положить конец браку и продолжению рода человеческого, а желают только оградить себя от распутства женщин, полагая, что ни одна из них не сохраняет верность к одному только мужу своему». «Они не имеют ни жён, ни рабов, полагая, что женщины ведут лишь к несправедливостям, а вторые подают повод к недоразумениям».
Филон по этому поводу уточняет: «Отлично видя, что брак — единственное, что может в большей мере разрушить их общность, они отказались от него и вместе с тем прекрасно соблюдают воздержание. Никто из ессеев не берёт себе жены, ибо самолюбивы женщины, и не в меру ревнивы, и искусно влияют на образ мыслей мужчины, завлекая постоянными чарами».
Однако сам же Иосиф различает ессеев, отрицавших брак, и ессеев, живших в браке. Последние брали женщину «на пробу» — с условием, что она забеременеет в течение трёх месяцев, и тогда лишь женились на ней. В рукописи значится «лет», но, как следует из контекста, речь все же идет о трёх месяцах, а не о трёх годах: «Они испытывают своих невест в течение трёх […], и, если после трёхкратного очищения убеждаются в их плодородности, они женятся на них»; понятно, что в данном месте, где оригинал текста как раз испорчен, речь идет о трёх менструальных циклах женщин, отсутствие которых указывало на их беременность.
Во время беременности жена была неприкасаема, ибо ессеи видели в сексе акт продолжения рода, но не процесс ублажения плоти.

## Кумранская община
При приёме вступающий в орден должен был дать обет:
- чтить Бога
- быть справедливым ко всем
- никому не вредить
- быть врагом неправды
- сохранять верность властям
- достигнув власти, не превозноситься
- не отличать себя от других особой одеждой и украшениями
- обличать ложь и любить истину
- ничего не утаивать от сочленов и о них ничего посторонним не сообщать
- воздерживаться от незаконной прибыли
- догматов ессейского учения никому не передавать
- не употреблять клятвы
- верно хранить писания (древние книги) ессеев и иудеев и имена ангелов (по Тосту и Грецу — таинственные имена Божии)

Далее, по рассказу Филона, ессеи
- не приносили кровавых жертв (по Флавию — они не приносили этих жертв лишь в Иерусалимском храме)
- усердно занимались
  - земледелием
  - пчеловодством
  - скотоводством
  - ремёслами
  - врачеванием (посредством дыхательной гимнастики и произнесения заклинательных формул и стихов)
- не делали оружия и отвергали войну до пришествия Мессии, но готовились к войне против сил Зла на стороне Мессии
- признавали лишь общую собственность
- безусловно отрицали рабство
- помогали друг другу всячески
- учили, что все они братья между собой[источник не указан 3343 дня]

### Кумранские рукописи
Одна из самых популярных гипотез гласит, что именно Кумранская община ессеев являлась владельцем так называемых Свитков Мёртвого моря, или Кумранских рукописей — большого количества (около 1000) манускриптов, обнаруженных в пещерах Кумрана и являющихся наиболее древними известными фрагментами Пятикнижия. Также ведётся дискуссия по поводу свитка 7Q5, возможно, являющегося самым древним из известных отрывком из Евангелия от Марка. Согласно данной гипотезе, ессеи спрятали свитки в близлежащих пещерах во время еврейских восстаний в 66 г н. э. незадолго до того, как они были перебиты римскими солдатами.

## Обычаи
Всё потребное для себя ессеи изготовляли сами, избегая отношений с торговцами. Много занимались аллегорическим толкованием Святых Книг и учением о нравственности. Жили они не поодиночке, а общинами, каждая в особом доме; имели общий стол; младшие чтили старших, как дети отцов, окружая их всякой заботливостью. По словам Иосифа Флавия, Моисея ессеи ставили непосредственно после Бога (поэтому особенно строго чтили субботу) и хулу на него наказывали смертью. Жили они, вообще, безбрачно, но не потому, что отрицали брак, а потому что считали безбрачие выше брака. Одно из направлений секты позволяло своим членам вступать в брак; но, как скоро жена беременела, муж прекращал с нею общение, желая доказать, что взял её не для удовольствия, а для произведения детей. Презирая украшения, ессеи не умащивали себя маслом, одежду носили одну и ту же до совершенного её прихождения в негодность, но на свои трапезы надевали всегда особого покроя белое платье. Их доходами распоряжались на общую потребу избранные ими попечители и священники.
Ессеи помогали бедным и не принадлежащим к ордену. Вставали они до восхода солнца и не говорили ни о чём житейском; приветствовав солнце молитвой (что вовсе не означает, вопреки мнению некоторых, парсизма). Начальствующими (без ведома которых не позволялось ничего делать, кроме дел милосердия и подачи пищи голодному) они отпускались на работы, по окончании которых купались в холодной воде (что имело значение религиозного очищения) и садились, надев чистую одежду (в особенном доме, в который вход посторонним запрещался), за трапезу, имевшую вид священнодействия. За большие преступления виновные исключались из общества и, оставаясь верными клятве не принимать пищи вне его, умирали голодной смертью; искренно раскаявшиеся принимались обратно. Судьи у ессеев (числом не менее 100) были «строги и справедливы». В исполнении узаконений своего ордена ессеи были очень строги; славную смерть предпочитали постыдной жизни. Орден разделялся на четыре степени (не считая степени испытуемых), по времени вступления, причём одна степень отделялась от другой так строго, что высшие через соприкосновение с низшими становились нечистыми. Ессеям, особенно глубоко изучившим Священное Писание и приготовленным особыми аскетическими очищениями, приписывали дар предсказывать будущее. Ессеи учили, что душа состоит из тончайшего эфира и заключена в тело, как в темницу (вследствие своего падения), из которой после смерти человека улетает на небо; для праведной души место вечной жизни — в блаженных полях по ту сторону океана; злые души вечно мучаются в холоде и мраке. Ессеи верили в предопределение.

## Иосиф Флавий об ессеях
Приведём о ессеях подробную выписку из Иосифа Флавия, который является свидетелем, ибо он в молодости три года жил в пустыне с ессеями, но затем вернулся в Иерусалим. Биографы полагают, что, возможно, он не выдержал трёхлетнего испытательного срока, установленного ессеями для своих приверженцев:
Своеобразен также у них обряд богослужения. До восхода солнца они воздерживаются от всякой обыкновенной речи; они обращаются тогда к солнцу с известными древними по происхождению молитвами, как будто испрашивать его восхождения. После этого они отпускаются своими старейшинами, каждый к своим занятиям. Поработавши напряжённо до пятого часа, они опять собираются в определённом месте, опоясываются холщевым платком и умывают себе тело холодной водой. По окончании очищения они отправляются в своё собственное жилище, куда лица, не принадлежащие к секте, не допускаются, и очищенные, словно в святилище, вступают в столовую. Здесь они в строжайшей тишине усаживаются вокруг стола, после чего пекарь раздаёт всем по порядку хлеб, а повар ставит каждому посуду с одним единственным блюдом <...> Кто уличается в тяжких грехах, того исключают из ордена; но исключённый часто погибает самым несчастным образом. Связанный присягой и привычкой, такой человек не может принять пищу от не собрата – он вынужден, поэтому, питаться одной зеленью, истощается, таким образом; и умирает от голода. Вследствие этого они часто принимали обратно таких, которые лежали уже при последнем издыхании, считая мучения, доводившие провинившегося близко к смерти, достаточной карой за его прегрешения <...> После Бога они больше всего благоговеют пред именем законодателя [пророка Моисея]: кто хулит его, тот наказывается смертью. Повиноваться старшинству и большинству они считают за долг и обязанность, так что если десять сидят вместе, то никто не позволит себе возражать против мнения девяти. Они остерегаются плевать пред лицом другого или в правую сторону  <...> Подобно эллинам они учат, что добродетельным назначена жизнь по ту сторону океана – в местности, где нет ни дождя, ни снега, ни зноя, а вечный, тихо приносящийся с океана нежный и приятный зефир. Злым же, напротив того, они отводят мрачную и холодную пещеру, полную беспрестанных мук».
Приведённые цитаты убеждают, что в учении ессеев имелись элементы язычества. Некоторые исследователи считают, что ессеи восприняли их от халдеев.

## Происхождение
По мнению немецкого церковного историка Августа Неандера, ессейское учение заимствовано от халдеев, со времени плена вавилонского. По мнению Дёллингера, в основе ессеизма лежат больше греческие, пифагорейские идеи, чем собственно иудейские. Эвальд, Грец и Иост считают ессеизм учением чисто иудейского происхождения, различно объясняя его отношение к фарисейству и саддукейству. Находят также генетическое отношение ессеев с египетскими терапевтами, расходясь (Гфрёрер и Газе) в вопросе о том, которое из этих учений предшествовало другому.
По мнению Я. Л. Чертока (переводчика Иудейской войны Иосифа Флавия на русский язык), несмотря на это сравнительно богатый материал и многочисленным исследованиям европейских ученых, вопрос о происхождении ессеев ещё остается не вполне разъясненным. Даже этимология и значение имени ессеев ещё не окончательно установлены. Нет сомнения, что ессеизм получил свое начало в Палестине и вырос на почве иудаизма. Основные части его учения имеют свои корни в самом еврействе, и можно поэтому с большой вероятностью допустить, что ессейский орден образовался из среды тех «хасидеев», которые во время борьбы против эллинизма проявили такую замечательную энергию и такое редкое самоотвержение в деле защиты веры отцов. Иосиф Флавий считает, что родоначальниками ессеев были фарисеи (Иудейская война II 8.14), но точнее было бы сказать, что и те и другие вышли из организации хасидеев.
Нельзя, однако, не заметить в ессеизме и некоторых посторонних элементов, чуждых еврейству и привившихся ему как будто извне. В особенности поражает обычай их обращаться утром с молитвой к солнцу. Отвержение брака и весь аскетический характер ордена также не совсем согласуется с воззрениями чистого иудаизма. Не без основания поэтому полагали, что ессеизм не чужд и некоторому внешнему влиянию. Сам Иосиф Флавий проводит параллель между учением ессеев о бессмертии души и воззрениями греков на этот предмет (см. Иудейская война II 8.11); в другом же месте он прямо сопоставляет ессеизм с пифагореизмом (Иудейские древности XV 10.4). В действительности нельзя не заметить много сходного между обоими этими учениями. На это в особенности обратил внимание известный знаток греческой философии Эдуард Целлер. Но Целлер заходит слишком далеко, если он почти весь ессеизм хочет вывести из пифагореизма.

## Ессеи и христианство

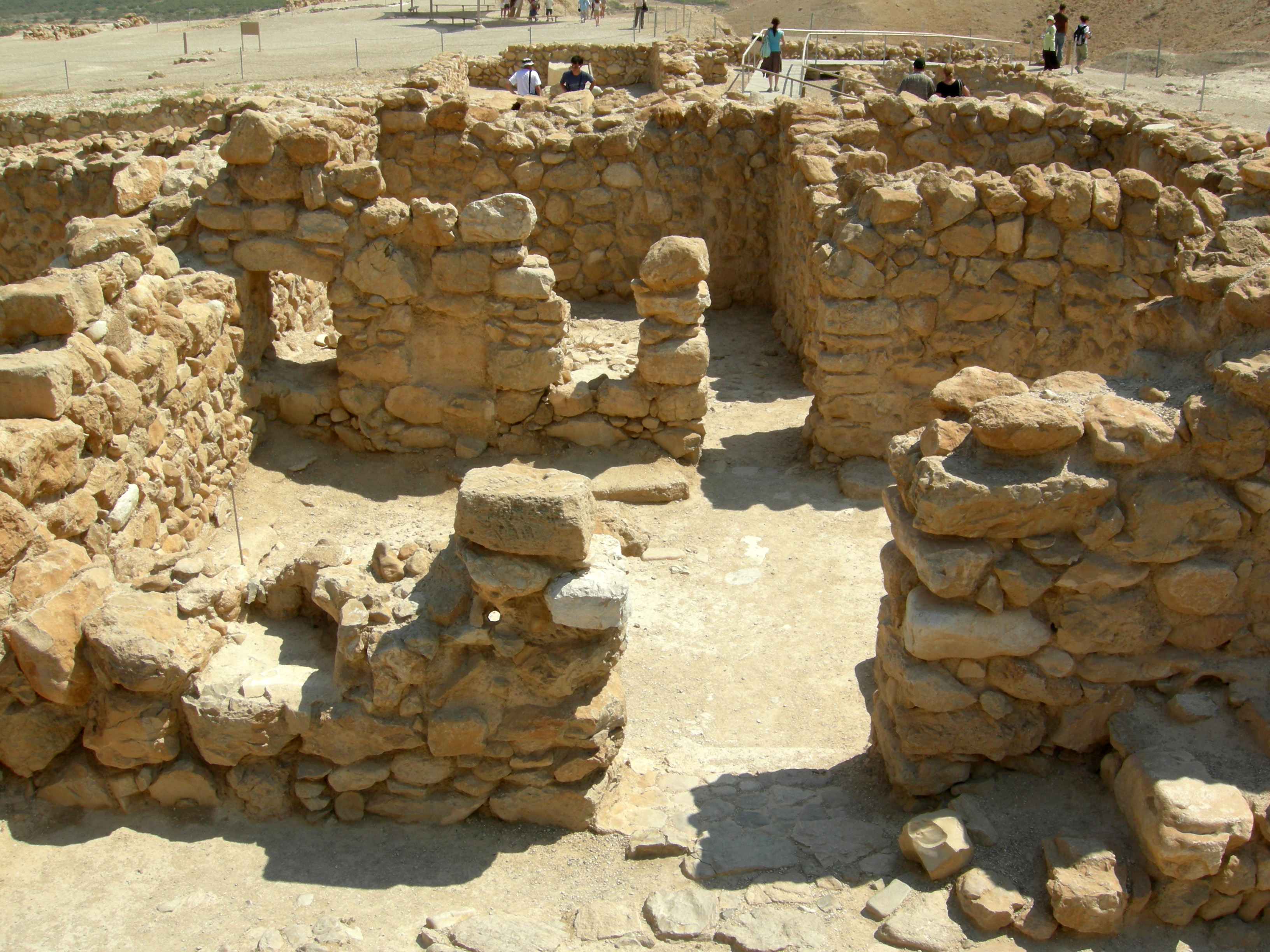
Кумран

Столь же различны мнения по вопросу об отношении ессеизма к христианству. Из древних Евсевий Кесарийский и блаженный Иероним думали, что отрасль ессеев — египетские терапевты — была не что иное, как первые александрийские христиане, обращённые апостолом Марком, а хранимые ими «писания древних мужей» — евангелия и послания апостолов. Это мнение Евсевия отвергнуто на основании хронологических соображений, не допускающих одновременности терапевтов и евангелия Марка. Из современных учёных Грец, отрицая подлинность сочинения Филона о терапевтах, приписывает его христианину какой-либо энкратитогностической или монтанистической секты, терапевтов же признаёт христианами, но не первыми слушателями евангелия Марка, а аскетами еретического направления.
Учёные[какие?] сходятся в том, что ессеизм до некоторой степени подготовил почву для восприятия христианства, и что между первыми массами последователей Иисуса было много ессеев.

### Сходства ессейского ордена и первых христианских общин
Ессеи, которые к началу нашего летоисчисления насчитывали около четырёх тысяч человек, имели много сходств с первыми христианскими общинами. И те и другие относились к ортодоксальным сектам с антагонизмом и, по-видимому, не принимали участия в антиримских волнениях. Христиане, как и ессеи, отрицали богатство (Мф 19:23; Лк 6:20 без поздней вставки; Лк 6:24) и жили по коммунистическим законам (Ин 12:6; Деян 5:1-11). И те и другие даже имели общие наименования — эбиониты и сыны света (Мф 5:14). Ессеи, как отметил И. Д. Амусин, сыграли как бы посредническую роль между ортодоксальным иудаизмом и христианством (Кумранская община. 1983, стр. 225). И ессеи, и первые христиане были набожными евреями и называли свою эпоху «концом времен». И те и другие именовали Бога своим Царём и отвергали некоторые моменты храмового культа. Причем нельзя отрицать той возможности, что ессеи могли оказать некоторое влияние на первых христиан.
Возможно, следует прислушаться к мнению известного востоковеда Уильяма Фоксвелла Олбрайта, который ещё в 1956 году на специальном симпозиуме, посвященном кумранским проблемам, в своем выступлении сказал: «Мы вынуждены сейчас признать в качестве исторического факта, что многое из религиозной практики первых христиан новозаветного века было заимствовано из соответствующей практики ессеев. В особенности это верно относительно организации раннехристианских общин с тенденцией к общинной собственности со следами управления двенадцати избранных».

### Отличия ессеев и христиан
При всем сходстве ессеев и христиан, они все же имеют существенные различия. И у нас нет никаких серьёзных оснований отождествлять ессеев и христиан, как, например, в своих статьях это делает Тейчер. Христиане не в такой степени чтили Шаббат/Субботу (Мф 12:1-8) и пост (Мф 9:14) и стремились к распространению своей веры путем миссионерских путешествий, тогда как ессеи не выходили за пределы своей общины. У кумранитов, в частности, обрядов и правил было не меньше, нежели у фарисеев. Кумраниты строго хранили Шаббат (Флавий. Иудейская война II 8.9) и, в отличие от Иисуса, думали, что в этот день даже вытащить скотину из ямы — великий грех (CD-B.XI 13-14). Иисус шёл ко всем обездоленным и презираемым, а Устав общины учил о «вечной ненависти к людям погибели», как называли практически всех, кто не принадлежал к секте (1Q S.IX.21-22). В неё, согласно уставу Две колонки, не допускали лиц с телесными недостатками (1Q Sa II.4-9). Строгая иерархическая дисциплина, изоляционизм, постоянное изучение Торы, — вот чем характеризовалась жизнь в Кумране. «Избранники» были убеждены, что при наступлении Суда Божия спасутся только они. Более того, они надеялись принять участие в войне против «сынов тьмы» и заранее планировали свои действия в день эсхатологической битвы.